# Magdala Christa Lewandowski
Magdala Lewandowski OP (ur. 2 sierpnia 1933 w Kilonii, zm. 6 lutego 1977 w Musami, Zimbabwe) – niemiecka katolicka zakonnica i misjonarka.

## Życiorys
Urodziła się w Kilonii jako Christa Elisabeth Lewandowski. Wychowywała się w katolickiej rodzinie w dzielnicy Gaarden. Później, już w wieku młodzieńczym, zaangażowała się w życie kościoła (m.in. w dziewczęcym ruchu skautowym i organizacji młodych przewodniczek miejskich). W tym czasie dojrzewała w niej decyzja, żeby zostać zakonnicą. Szczególnym powodem do tego stało się odwiedzenie przez nią w 1955 grobu lubeckich męczenników w Kościele Najświętszego Serca Pana Jezusa w Lubece.
W 1958 zrezygnowała z posady w banku i wstąpiła do zakonu Dominikanek-Misjonarek Najświętszego Serca Pana Jezusa. Po tym jak złożyła swe pierwsze śluby zakonne w klasztorze św. Dominika w Strahlfeld (Bawaria), została wysłana na misje do Salisbury w Rodezji (obecnie Harare, Zimbabwe). Następnie pracowała jako nauczycielka przy różnych punktach misyjnych, po czym rozpoczęła naukę na studium nauczycielskim.
W 1971 przybyła na punkt misyjny św. Pawła w Musami, oddalony ok. 70 km od stolicy Harare. Tu została przełożoną pięciu sióstr dominikanek.
Pomimo iż punkt misyjny w Musami znajdował się w bezpośrednim sąsiedztwie toczących się wówczas starć zbrojnych pomiędzy ugrupowaniami walczącymi o wyzwolenie czarnej ludności (ZANU i ZAPU), a rządem Iana Douglasa Smitha, siostry zdecydowały wytrwać na stanowisku i nie opuszczać swoich uczniów i studentów. Wieczorem 6 lutego 1977 uzbrojona grupa rebeliantów wdarła się do misji i wzięła do niewoli przebywające tam zakonnice i zakonników. Ostatecznie cała grupa została rozstrzelana. Oprócz Magdali Lewandowski były to niemieckie siostry zakonne: Ceslaus (Anna) Steigler i M. Epiphany (Bertha) Scheider (lat 73), brytyjska siostra Joseph (Paulina) Wilkinson (lat 59), jezuici: ojciec Thomas Martin (lat 45, z Wielkiej Brytanii) i ojciec Christopher Shepherd-Smith (lat 34, z Kenii) oraz brat John Conway (lat 57, z Irlandii).
10 lutego 1977 siostra Magdala i jej towarzyszki w obecności licznie zgromadzonych mieszkańców zostały pochowane na cmentarzu Chishawasha-Mission.